# Present (Van der Graaf Generator)
Present è un doppio album dei Van der Graaf Generator del 2005.

## Tracce

### CD 1
1. "Every Bloody Emperor" (Hammill) - 7:03
2. "Boleas Panic" (Jackson) - 6:50
3. "Nutter Alert" (Hammill) - 6:11
4. "Abandon Ship!" (Evans, Hammill) - 5:07
5. "In Babelsberg" (Hammill) - 5:30
6. "On The Beach" (Jackson, Hammill) - 6:48

### CD 2
1. "Vulcan Meld" - 7:19
2. "Double Bass" - 6:34
3. "Slo Moves" - 6:24
4. "Architectural Hair" - 8:55
5. "Spanner" - 5:03
6. "Crux" - 5:50
7. "Manuelle" - 7:51
8. "'Eavy Mate" 3:51
9. "Homage To Teo" - 4:45
10. "The Price Of Admission" - 8:49

(Tutte le tracce del secondo CD sono state composte da tutti i membri del gruppo)

## Formazione
- Peter Hammill - voce, chitarra, pianoforte
- Hugh Banton - tastiere, basso elettrico, voce di supporto
- Guy Evans - batteria
- David Jackson - sassofono, flauto, voce di supporto